# Alluvione di Campi Bisenzio del 15 novembre 1991
L'alluvione del 15 novembre 1991 a Campi Bisenzio, causata dalla rottura degli argini del fiume Bisenzio, fu la terza grande inondazione che colpì la cittadina toscana nel XX secolo, dopo quelle del 1926 e del 1966. A differenza delle precedenti, questa alluvione non colpì le frazioni o i quartieri periferici ma il capoluogo e non fu un evento imprevisto.
L'allarme era infatti scattato già nelle prime ore del pomeriggio del 15 novembre e la situazione si era fatta grave intorno alle 20, quando il livello del Bisenzio si era fatto davvero preoccupante, fino a decidere la chiusura dello storico ponte del capoluogo.
Verso le 22 le acque del Bisenzio tracimarono nel quartiere di Santa Maria, passando attraverso le case che sorgono lungo l'argine ma circa venti minuti dopo il Bisenzio rompeva l'argine-strada dalla parte opposta, nella zona del rione delle Corti e iniziava l'inondazione del capoluogo.
Le acque invasero una larga parte del capoluogo, in particolare i rioni delle Corti e delle Case Nove e la zona delle Poste Centrali, arrivando nelle zone di Maccione e di via Palagetta. Unica vittima dell'alluvione fu una signora ottantatreenne, Dina Nistri, dimorante nella zona delle Corti, a poca distanza dalla rotta e che fu travolta dalle acque nel proprio giardino.
I danni dell'alluvione, sui quali si sarebbe in seguito innescata una feroce polemica, furono calcolati in 144 miliardi di lire dell'epoca. Da quel novembre 1991 il risanamento idraulico e la cura dei corsi d'acqua del territorio sarebbero stati una delle massime priorità delle varie amministrazioni comunali. Nonostante questo, la città è stata pesantemente colpita dall'alluvione nella notte fra il 2 ed il 3 novembre 2023, ed ha registrato locali allagamenti in occasione di precipitazioni particolarmente intense, come l'8 settembre 2024 o il 14 marzo 2025.